# Мухоловка соснова
Мухоло́вка соснова (Ficedula erithacus) — вид горобцеподібних птахів родини мухоловкових (Muscicapidae). Мешкає в Гімалаях, горах Китаю і Південно-Східній Азії.

## Опис

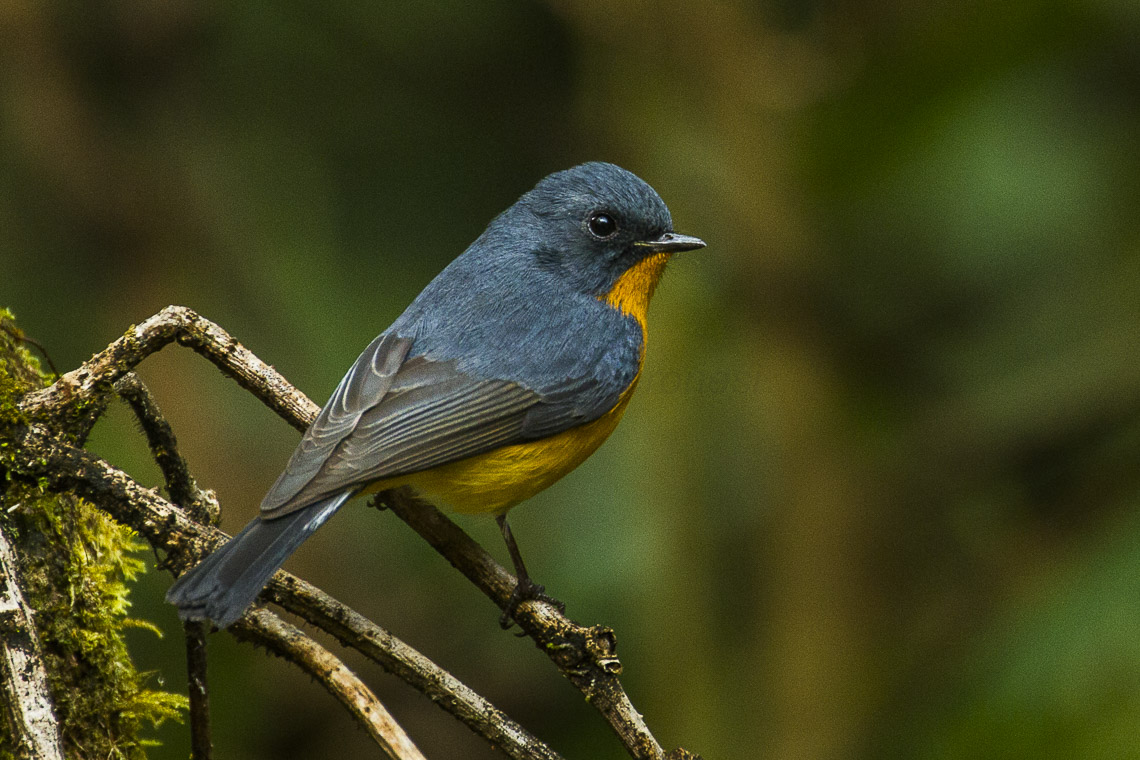
Соснова мухоловка

Довжина птаха становить 13-13,5 см. Дзьоб невеликий, хвіст довгий. У самців верхня частина тіла сірувато-синя, нижня частина тіла оранжева. Крила чорнуваті, хвіст чорний, біля основи білий. У самиць верхня частина тіла оливково-сіра.

## Поширення і екологія
Соснові мухоловки мешкають в Непалі, Сіккімі, Бутані, Північно-Східній Індії, центральному і південному Китаї (від східного Цинхая, південно-східного Ганьсу і Шеньсі до південно-східного Тибету, Сичуаня і Юньнаня), в М'янмі, на півночі Лаосу і В'єтнаму. Взимку частина популяції мігрує на північ, досягаючи центрального Таїланду. Соснові мухоловки живуть в гірських дубових, рододендронових і соснових лісах. Зустрічаються поодинці, взимку іноді утворюють невеликі зграйки. Живляться комахами та іншими дрібними безхребетними, а також дрібними ягодами. Сезон розмноження триває з середини квітня до червень. Гніздо чашоподібне, розміщується серед коріння дерева, в тріщіні серед скель або серед моху. В кладці від 4 до 5 яєць.